# کوسه‌ماهی کلرادو
کوسه‌ماهی کلرادو (نام علمی: Ptychocheilus lucius) نام یک گونه از تیره کپورماهیان است